# یواس‌اس دوروتی (۱۸۹۸)
یواس‌اس دوروتی (۱۸۹۸) (به انگلیسی: USS Dorothea (1898)) یک کشتی بود. این کشتی در سال ۱۸۹۸ ساخته شد.